# Paulina García
Paulina García Alfonso (Santiago, 27 de noviembre de 1960) es una actriz, directora y dramaturga chilena. Ha recibido cuatro nominaciones al Altazor, ganando en una ocasión, y tres a los Apes, triunfando dos veces. En 2013 ganó el premio Oso de Plata en el Festival Internacional de Cine de Berlín por su interpretación en la película Gloria, de Sebastián Lelio. 

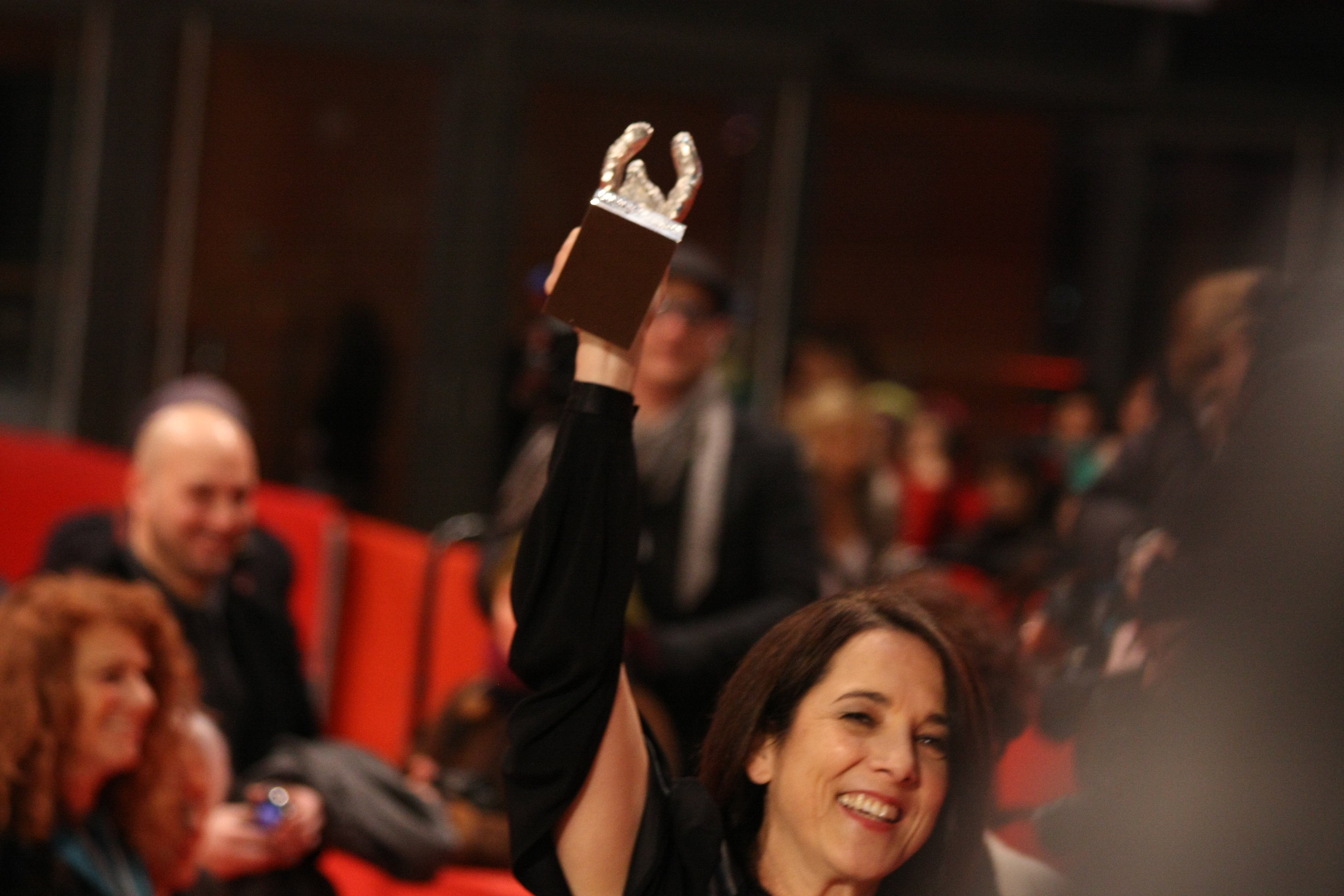
Paulina García, Oso de Plata mejor actriz por Gloria en la Berlinale 2013.

## Biografía
Estudió actuación en la Escuela de Teatro de la Pontificia Universidad Católica de Chile, donde egresó de bachiller en actuación teatral y donde más tarde se diplomó de directora y dramaturga teatral.
Debutó en el Teatro de la Universidad Católica en 1983, en la obra ¿Dónde estará la Jeanette?, de Luis Rivano, trabajo por el cual recibió el premio APES en la categoría de mejor actriz. Desde entonces, ha actuado en una treintena de montajes destacados como Cariño malo, de Inés Margarita Stranger, El tío Vania, de Chéjov, Las troyanas, de Eurípides, El lugar común, Las analfabetas y BBB-Up. Al año siguiente de su debut teatral, apareció en televisión interpretando al personaje de Adriana Godán en Los títeres, papel compartido con la actriz Gloria Münchmeyer.

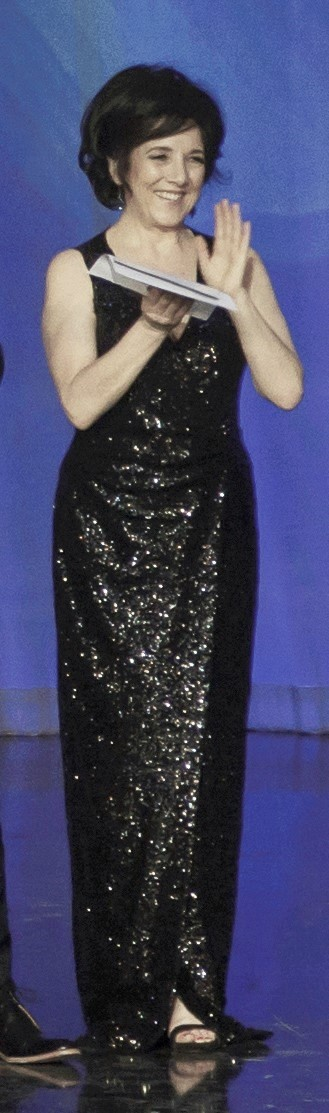
Paulina García en los Premios Platino, Punta del Este, Uruguay, 24 de julio de 2016.

La primera obra que dirigió fue El continente negro, de Marco Antonio de la Parra con la cual fue nominada en 1996 a un premio APES en la categoría de mejor directora. Gracias a Fondart, ha financiado el montaje de obras como Lucrecia y Judith del mismo autor, y Recordando con ira de John Osborne. Además, ha dirigido en las muestras nacionales de dramaturgia en tres ocasiones a autores como Alberto Fuguet y Celeste Gómez.
Ha sido profesora de actuación en la escuela de teatro de la Universidad Católica de Chile, en la Vespertina de Fernando González, y en las universidades de Artes, Ciencias y Comunicación (Uniacc), del Desarrollo y Finis Terrae.
Entre 1997 y 2001, fundó y formó parte de la Asociación de Directores de Teatro (ADT).
En 2002, recibió la beca Fundación Andes para realizar una investigación sobre violencia conyugal, Golpes extraños al amor, que derivó en los textos Peso negro, seleccionado en el Festival de Unipersonales del Galpón 7, y Frágil, obra que se montó en Matucana 100 bajo su dirección.
En cine debutó en el filme de Joaquín Eyzaguirre Tres noches de un sábado (2002), interpretando a Mathilde, papel por el que ganó una nominación a los premios Altazor. También actuó en Cachimba (2004), de Silvio Caiozzi, en Casa de remolienda (2007), de Eyzaguirre, y en Gloria (2013), de Sebastián Lelio, por la que ganó el premio Oso de Plata en el Festival Internacional de Cine de Berlín. En el Santiago Festival Internacional de Cine de 2013, se presentaron otras dos películas, rodadas con anterioridad a Gloria, en las que García actuó: Las analfabetas, el primer largometraje de Moisés Sepúlveda, basado en la pieza homónima de Pablo Paredes, y I am from Chile, debut del director Gonzalo Díaz.
El 5 de abril de 2014, con motivo de la primera entrega de los Premios Platino del Cine Iberoamericano, Paulina se convierte en ganadora de la estatuilla en la categoría de "Mejor Interpretación Femenina" por su papel en la cinta chilena Gloria.
Paulina García está casada con el sociólogo Gonzalo Salamanca y es madre de Sofía —actriz y fruto de su relación con el fundador de La Troppa y actual Teatro Cinema, Juan Carlos Zagal—, María Gracia y Camilo.

## Filmografía

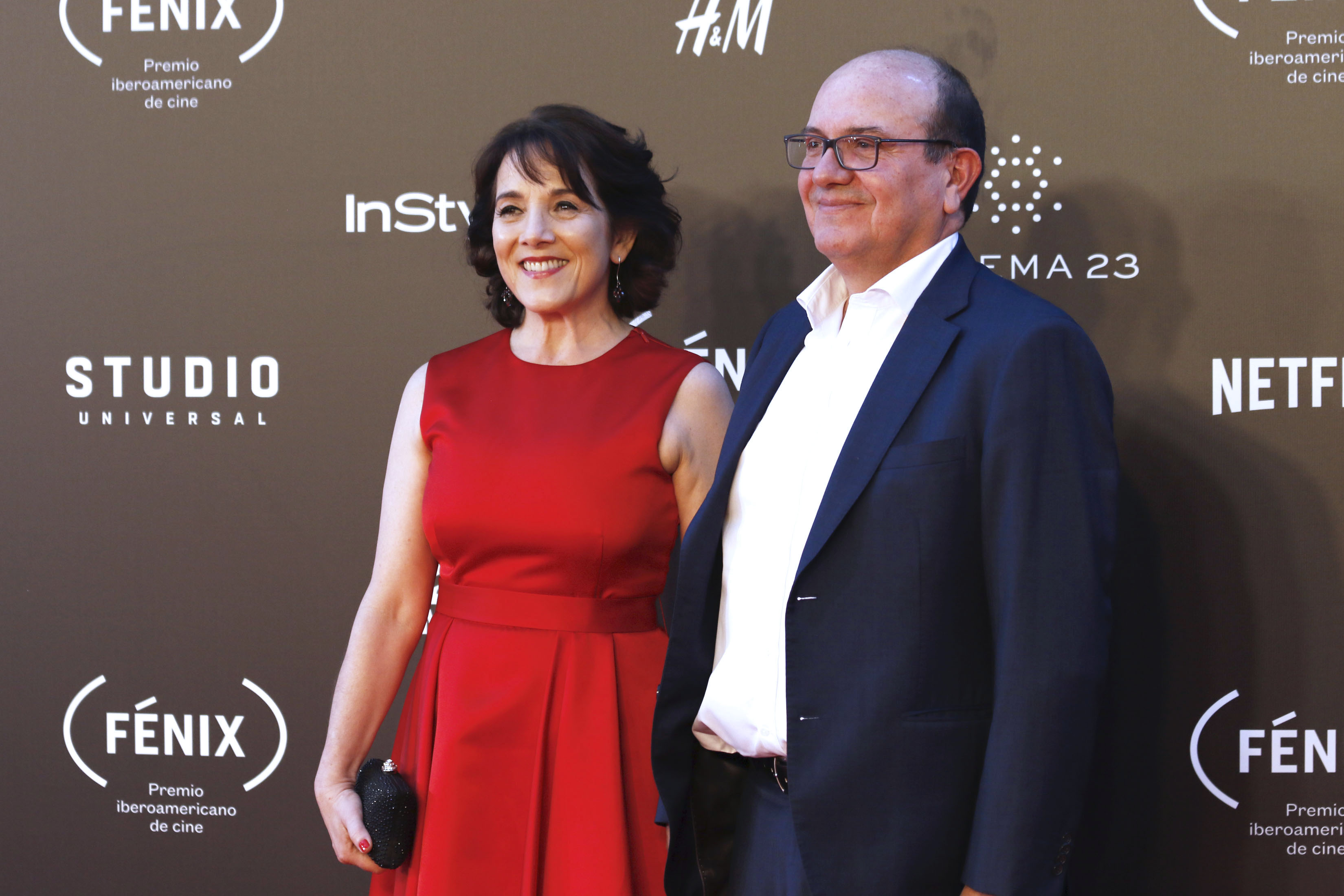
Paulina García junto a su esposo en la alfombra roja del Teatro de la Ciudad Esperanza Iris donde fue presentadora de los Premios Fénix 2017 y además nominada como Mejor Actriz por La novia del desierto, México, 6 de diciembre de 2017.

### Cine
| Año  | Título                                 | Personaje             | Director                      |
| ---- | -------------------------------------- | --------------------- | ----------------------------- |
| 2002 | Tres noches de un sábado               | Mathilde              | Joaquín Eyzaguirre            |
| 2004 | Cachimba                               | Antoinette Doublé     | Silvio Caiozzi                |
| 2004 | El último sacramento                   | María Soledad         | Camilo Becerra                |
| 2007 | Casa de remolienda                     | Rebeca                | Joaquín Eyzaguirre            |
| 2012 | Bahía azul                             |                       | Nicolás Acuña                 |
| 2012 | El muro                                | Exministra de Cultura | Paula Bravo                   |
| 2013 | Gloria                                 | Gloria Cumplido       | Sebastian Lelio               |
| 2013 | Las analfabetas                        | Ximena                | Moisés Sepúlveda              |
| 2013 | I am from Chile                        | María                 | Gonzalo Díaz                  |
| 2014 | La voz en off                          | Matilde               | Cristián Jiménez              |
| 2014 | Yo no soy Lorena                       | Eleonora              | Isidora Morras                |
| 2014 | Un concierto inolvidable: La nueva ola | Viviana               | Elías Llanos                  |
| 2015 | Los 33                                 | Isabel Pereira        | Patricia Riggen               |
| 2016 | Little Men                             | Leonor Calvelli       | Ira Sachs                     |
| 2016 | Aquí no ha pasado nada                 | Roxana                | Alejandro Fernández Almendras |
| 2017 | La novia del desierto                  | Teresa Godoy          | Cecilia Atán Valeria Pivato   |
| 2017 | La cordillera                          | Paula Sherson         | Santiago Mitre                |
| 2018 | Aves migratorias                       | Raquel                | Mateo Chicharro               |
| 2018 | Algunas bestias                        | Dolores               | Jorge Riquelme Serrano        |
| 2019 | La misma sangre                        | Adriana               | Miguel Cohan                  |
| 2019 | Medea                                  | Nodriza               | Alejandro Moreno              |
| 2019 | Black beach                            | Elena                 | Esteban Crespo                |
| 2021 | Mis hermanos sueñan despiertos         | Ana                   | Claudia Huaiquimilla          |
| 2022 | Pipa                                   | Alicia Pelari         | Alejandro Montiel             |
| 2024 | Horizonte                              | Inés                  | César Augusto Acevedo         |

### Televisión
| Año     | Título                    | Personaje                                   | Notas                                                      |
| ------- | ------------------------- | ------------------------------------------- | ---------------------------------------------------------- |
| 1982    | Alguien por quien vivir   |                                             |                                                            |
| 1984    | Los títeres               | Adriana Godinez                             | Primera etapa                                              |
| 1986    | La villa                  | María José de la Riva Lizárraga             |                                                            |
| 1987    | La invitación             | Laura del Solar                             |                                                            |
| 1989    | A la sombra del ángel     | Edith Gerome / Paula                        |                                                            |
| 1989    | Los Venegas               | Jefa de Guillermo                           | Serie televisiva (Temporada 1)                             |
| 1990    | Corín Tellado             | Irene de Valle                              | Episodio: "¿A dónde van las gaviotas?"                     |
| 1990    | El milagro de vivir       | María Pía Valdés                            |                                                            |
| 1998    | Brigada Escorpión         | Marcia Bassi                                | Episodio: "El contador"                                    |
| 2003    | Justicia para todos       | Catalina                                    | Episodio: "Tráfico de órganos" (Temporada 2)               |
| 2004    | Mónica, vida mìa          | Noemì                                       | Corto dirigido por Arnaldo Valsecchi (La rubia de Kennedy) |
| 2006    | Huaiquimán y Tolosa       | Doña Berta                                  | Episodio: "¿La mafia rusa?" (Temporada 1)                  |
| 2007    | Héroes                    | María Encarnación de Fernández y Palazuelos | Episodio: "Portales, la fuerza de los hechos"              |
| 2007–08 | Cárcel de Mujeres         | Raquel Reyna "La Raco"                      | Ganadora - Premio Altazor de las Artes Nacionales          |
| 2010    | Los simuladores           | Marcela                                     | Episodio: "El secreto de Marcela" (Temporada 2)            |
| 2011–14 | Los archivos del cardenal | Mónica Spencer                              |                                                            |
| 2015    | Narcos                    | Hermilda Gaviria de Escobar                 | Serie de Netflix (Temporada 1 y 2)                         |
| 2018    | Matar al padre            | Isabel                                      | Serie española de Movistar+                                |
| 2019    | Berko                     |                                             | Serie de Fox                                               |
| 2021    | No nos quieren ver        | Karen Sotomayor                             |                                                            |
| 2022    | La jauría 2               | Koch                                        | Serie de Prime Video                                       |

## Programas de televisión
- Dudo (Canal 13C,2013) - Invitada

## Teatro

### Como actriz
- ¿Dónde estará la Jeanette?, comedia de Luis Rivano
- Cariño malo, de Inés Stranger; dir.: Claudia Echenique; 1990; 2012
- Malasangre, dir.: Mauricio Celedón, 1991
- El tío Vania, de Antón Chéjov; dir.: Raúl Osorio, 1994
- El lugar común, dramaturgia de Alejandro Moreno Jashés.
- Inocencia, de Dea Loher; dir.: Luis Ureta; Muestra de Dramaturgia Europea, 2004
- En la sangre, de Susan Lori Parks; dir.: Carlos Osorio; interpreta a Hester, una mendiga; Muestra de Dramaturgia Europea, 2004
- Déjala sangrar, de Benjamín Galemiri, dir.: Adel Hakim; interpreta a Virna Vigo; 2005
- El último fuego, de Dea Loer; dir.: Luis Ureta; abril de 2009
- Gertrudis, el grito, de Howard Barker, dir.: Marcos Guzmán; 9.º Festival de Dramaturgia Europea Contemporánea en Santiago, agosto de 2009
- Las analfabetas, de Pablo Paredes; interpreta a Ximena, 2010 (septiembre de 2011: Teatro Mori Bellavista, dir.: Nicolás Zárate)
- Fábula del niño y los animales que se mueren, versión libre de la obra de Eurípides Las troyanas por Pablo Paredes; dir.: Isidora Stevenson; García interpreta a la reina Hécuba; compañía La Nacional en Matucana 100, 6-15 de enero de 2012
- La anarquista, de David Mamet; (abril de 2014, Teatro UC, dir.: Claudia di Girólamo)

### Como directora
- El continente negro, de Marco Antonio de la Parra; 1996
- Lucrecia y Judith, de Marco Antonio de la Parra
- Recordando con ira, de John Osborne
- Anhelo del corazón, de Caryl Churchill; Muestra de Dramaturgia Europea, 2004
- El neoproceso, obra de Benjamín Galemiri inspirada en Kafka, estreno: 15 de julio de 2006
- Apoteosis final: BBB up, Santiago a Mil, enero de 2009
- La gran noche, de Marcelo Simonetti; estreno: 28 de mayo de 2009, Centro Mori de Vitacura
- Orates, de Jaime Lorca; estreno: 4 de noviembre de 2010
- La mantis religiosa, de Alejandro Sieveking, teatro La Palomera, estreno: 9 de junio de 2011
- Cerca de Moscú, adaptación de Pablo Paredes de dos piezas de Chéjov: Platónov e Ivanov; Festival Internacional Santiago a Mil 2013[5]

### Como dramaturga
- Peso negro
- Frágil, 2002; estrenada con dirección de la misma García en 2003.

## Vídeos musicales
| Año  | Título            | Artista       | Dirección              |
| ---- | ----------------- | ------------- | ---------------------- |
| 2019 | Quememos el reino | Camila Moreno | Camila Moreno y Gowosa |

## Premios y nominaciones
| Premio                                   | Año  | Categoría                                        | Producción                     | Resultado |
| ---------------------------------------- | ---- | ------------------------------------------------ | ------------------------------ | --------- |
| Festival Internacional de Cine de Berlín | 2013 | Mejor interpretación femenina                    | Gloria                         | Ganadora  |
| Premio APES                              | 1983 | Mejor actriz de teatro                           | ¿Dónde estará la Jeanette?     | Ganadora  |
| Premio APES                              | 1996 | Mejor dirección de teatro                        | El continente negro            | Nominada  |
| Premio APES                              | 2008 | Mejor actriz de televisión                       | Cárcel de Mujeres              | Ganadora  |
| Premio Altazor                           | 2003 | Mejor actriz de cine                             | Tres noches de un sábado       | Nominada  |
| Premio Altazor                           | 2005 | Mejor actriz de teatro                           | En la sangre                   | Nominada  |
| Premio Altazor                           | 2008 | Mejor actriz de televisión                       | Cárcel de Mujeres              | Ganadora  |
| Premio Altazor                           | 2009 | Mejor actriz de televisión                       | Cárcel de Mujeres 2            | Nominada  |
| Premio Altazor                           | 2014 | Mejor actriz de cine                             | Gloria                         | Ganadora  |
| Premios Caleuche                         | 2017 | Mejor actriz de soporte en cine                  | La voz en off                  | Nominada  |
| Premios Caleuche                         | 2019 | Mejor actriz protagónica en cine                 | La novia del desierto          | Ganadora  |
| Premios Caleuche                         | 2022 | Mejor actriz protagónica en cine                 | Algunas bestias                | Nominada  |
| Premios Caleuche                         | 2022 | Mejor actriz de soporte en cine                  | Mis hermanos sueñan despiertos | Nominada  |
| Premios Caleuche                         | 2023 | Mejor actriz de soporte en series y/o miniseries | No nos quieren ver             | Nominada  |
| Premios Cóndor de Plata                  | 2018 | Mejor actriz                                     | La novia del desierto          | Nominada  |
| Premios Fénix                            | 2014 | Mejor Interpretación Femenina                    | Las analfabetas                | Nominada  |
| Premios Fénix                            | 2017 | Mejor Interpretación Femenina                    | La novia del desierto          | Nominada  |
| Premios Independent Spirit               | 2016 | Mejor Actriz de Reparto                          | Little Men                     | Nominada  |
| Premio Pedro Sienna                      | 2008 | Mejor interpretación protagónica femenina        | Casa de remolienda             | Nominada  |
| Premio Pedro Sienna                      | 2013 | Mejor interpretación protagónica femenina        | Gloria                         | Ganadora  |
| Premio Pedro Sienna                      | 2014 | Mejor interpretación protagónica femenina        | Las analfabetas                | Ganadora  |
| Premio Pedro Sienna                      | 2017 | Mejor interpretación secundaria femenina         | Aquí no ha pasado nada         | Nominada  |
| Premio Pedro Sienna                      | 2023 | Mejor interpretación protagónica femenina        | Mis hermanos sueñan despiertos | Ganadora  |
| Premios Platino                          | 2014 | Mejor Interpretación Femenina                    | Gloria                         | Ganadora  |
| Premios Platino                          | 2015 | Mejor Interpretación Femenina                    | Las analfabetas                | Nominada  |
| Premio Agustín Siré                      | 2013 | Trayectoria artística                            | Trayectoria artística          | Ganadora  |